# Eili Harboe
Eili Harboe (Stavanger, 16 de agosto de 1994)  é uma atriz norueguesa. É conhecida por sua atuação em Thelma (2017). Também participou em: Bølgen (prt: Bølgen: Alerta Tsunami/bra: A Onda) (2015) e Doktor Proktors tidsbadekar (2015). É fluente em Inglês, tem um BA em Literatura Inglesa, estuda arte na Universidade de Oslo e canta em bandas desde criança.

## Prêmios
- 2017 - Silver Astor for Best Actress - Mar del Plata International Film Festival- Thelma